# Rdzawka (wieś)
Rdzawka – wieś w Polsce, położona w województwie małopolskim, w powiecie nowotarskim, w gminie Rabka-Zdrój.
W latach 1975–1998 wieś administracyjnie należała do województwa nowosądeckiego.
Przez wieś przechodzi łącząca Kraków z Zakopanem droga krajowa nr 47, będąca częścią Zakopianki, przy której mieści się drewniany kościół pw. Świętego Krzyża z 1757 roku. Majątek w 1774 r. należał do hr. Józefa Wodzickiego.

## Integralne części wsi
| części wsi | Bulowskówka, Cieligówka, Cieślówka, Czyszczonówka, Dudkówka, Gawłówka, Kościelnówka, Kowalczykówka, Kowalówka, Kubanówka, Laskówka, Leśniakówka, Litwinówka, Łukaszówka, Magierówka, Młyn, Nogówka, Papieżówka, Piątkówka, Piłatówka, Polakówka, Rola, Rusnakówka, Sołtysówka, Srokówka, Stachnikówka, Stermachówka, Tomaszówka, Zagroda, Zającówka, Zarębek, Ziębówka, Zygadłówka, Żyznówka |

## Urodzeni w Rdzawce
- Józef Świder (partyzant) – żołnierz partyzantki antykomunistycznej
- Jakub Glasner – malarz i grafik[6]